# Vladimír Darida
Vladimír Darida (* 8. August 1990 in Pilsen, Tschechoslowakei) ist ein tschechischer Fußballspieler, der auf der Position des Mittelfelds eingesetzt wird. Er steht ab Januar 2023 bei Aris Thessaloniki unter Vertrag.

## Karriere

### Vereine

#### Viktoria Pilsen
Bereits als Schüler kam Vladimír Darida zu Viktoria Pilsen, bei der er alle Jugendmannschaften durchlief und in der Saison 2009/10 erstmals für die erste Mannschaft aufgeboten wurde. Am 24. April 2010 gab er sein Debüt in der Gambrinus Liga, der höchsten tschechischen Spielklasse. Auch im Jahr darauf wurde er für das Profiteam nominiert, kam aber in der Hinrunde nur einmal zum Einsatz. Für die Rückrunde wurde er an den Zweitligisten FK Baník Sokolov ausgeliehen, wo er mehr Spielpraxis bekam und als zentraler Mittelfeldspieler fünf Tore erzielte. Pilsen hatte in der Zwischenzeit Platz 1 in der ersten Liga belegt und so kehrte Darida zur Saison 2011/12 zum amtierenden tschechischen Meister zurück. Am vierten Spieltag bekam Darida seine erste Chance über 90 Minuten, war danach aber nur noch Einwechselspieler. Erst nach der Winterpause rückte er wieder in die Startelf auf, blieb dann aber bis zum Saisonende, an dem der Verein Platz 3 in der Meisterschaft erreichte, Stammspieler im defensiven Mittelfeld.
Viktoria Pilsen qualifizierte sich im Juli und August 2011 in sechs Spielen für die UEFA Champions League, Darida kam dabei zu einem Kurzeinsatz. Nachdem er in der CL-Gruppenphase am 13. September 2011, beim 1:1-Unentschieden gegen BATE Borisov, nur auf der Bank gesessen hatte, gab er am 28. September 2011 sein Champions-League-Debüt, als er im zweiten Gruppenspiel, bei der 0:2-Niederlage gegen den AC Mailand, in der ersten Minute der Nachspielzeit für Daniel Kolář eingewechselt wurde. Im Rückspiel im Giuseppe-Meazza-Stadion, bei dem ein 2:2-Achtungserfolg erreicht wurde, stand er international erstmals länger als eine Stunde auf dem Platz. Pilsen stand zum Ende der Gruppenphase auf dem dritten Tabellenplatz und qualifizierte sich damit noch für die UEFA Europa League. In der Runde der letzten 32 trafen sie auf den FC Schalke 04. Darida gelang am 16. Februar 2012 sein erster Treffer im Europapokal, als er im Hinspiel in Pilsen zum 1:0 traf; das Hinspiel endete 1:1. Im Rückspiel in Gelsenkirchen unterlag Pilsen mit 1:3 nach Verlängerung und schied aus dem Europapokal aus. Darida spielte beide Partien über die volle Spielzeit.

#### SC Freiburg
Am 28. August 2013 wechselte Darida zum SC Freiburg. Auch wenn der Verein die Höhe der Ablöse nicht bestätigte, gilt es als sicher, dass er der bis dahin teuerste Transfer der Freiburger Vereinsgeschichte war. Medienberichten zufolge kostete er knapp vier Millionen Euro. Nachdem Darida durch eine Verletzung zunächst nicht für seinen neuen Verein spielen konnte, wurde er erst am 11. Spieltag gegen den 1. FC Nürnberg eingewechselt und traf sehenswert zum 2:0-Zwischenstand (Endergebnis 3:0). Das Tor wurde zum Tor des Spieltags und zweitschönsten Tor der gesamten Hinrunde gewählt. In der Saison 2014/2015 machte er in 31 Spielen sechs Tore für Freiburg.

#### Hertha BSC
Zur Saison 2015/16 wechselte Darida zum Bundesligisten Hertha BSC. Sein erstes Tor für die Hertha schoss er am 27. September 2015 im Ligaspiele gegen Eintracht Frankfurt mit dem Treffer zum 1:1-Endstand.
Sein Vertrag lief zwischenzeitlich bis 2023.

#### Aris Thessaloniki
Zum 1. Januar 2023 wechselte Darida zum griechischen Erstligisten Aris Thessaloniki.

### Nationalmannschaft

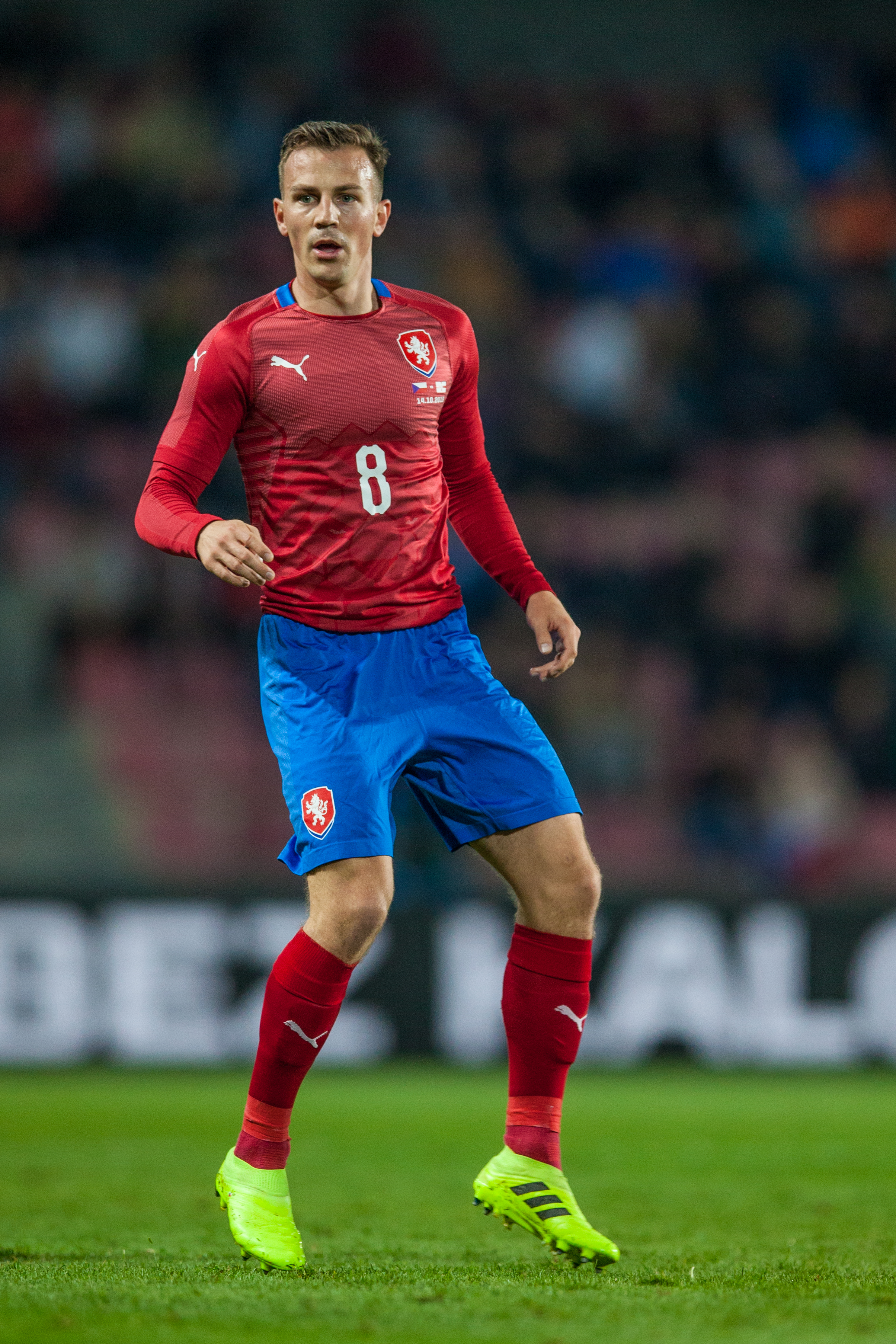
Vladimír Darida im Trikot der tschechischen Fußballnationalmannschaft (2019)

Nach seinem ersten Erstligaeinsatz wurde auch der tschechische Verband auf den Nachwuchsspieler aufmerksam und berief Vladimír Darida im April 2011 in die U-20-Auswahl. Im Jahr darauf spielte er dann mit der U-21 in der Qualifikation für die Junioreneuropameisterschaft. Als er dann bei Pilsen zum Stammspieler geworden war, wurde er zur Vorbereitung der A-Nationalmannschaft auf die Fußball-Europameisterschaft 2012 eingeladen. Im Testspiel gegen Israel Ende Mai kam er als Einwechselspieler zu seinem ersten Nationalmannschaftseinsatz und wurde anschließend in das EM-Aufgebot Tschechiens aufgenommen. Als Gruppensieger überstand Tschechien die Gruppenphase und erreichte das Viertelfinale, das man gegen die portugiesische Elf verlor. In jenem Viertelfinalspiel war Darida zu seinem einzigen Turniereinsatz gekommen; er stand in der Anfangsformation und wurde nach 61 Minuten für Jan Rezek ausgewechselt.
Bei der Fußball-Europameisterschaft 2016 in Frankreich wurde er als Stammspieler in das tschechische Aufgebot aufgenommen und gehörte zu den Spielern, die alle Partien über die volle Spielzeit bestritten. Im dritten Spiel gegen die Türkei rückte er für den verletzten Spielmacher Tomáš Rosický ins offensive Mittelfeld auf. Das Spiel ging verloren und mit nur einem Punkt aus drei Spielen schied das Team aus.
Bei der Europameisterschaft 2021 kam er in vier der fünf Partien des tschechischen Aufgebots, das im Viertelfinale gegen Dänemark ausschied, als Kapitän zum Einsatz.

## Erfolge
- Tschechischer Meister (2): 2011, 2013
- Tschechischer Pokalsieger (1): 2010
- Tschechischer Fußballer des Jahres (1): 2017[9]

## Trivia
Darida hält in der Fußball-Bundesliga mit 14,65 km den Rekord für die höchste Laufleistung in einem Bundesligaspiel, seit diese Daten ab der Saison 2013/14 erfasst werden. Diesen Höchstwert stellte er am 6. Juni 2020 als Spieler von Hertha BSC gegen Borussia Dortmund auf. Damit überbot er den bisherigen Rekord in Höhe von 14,34 km, den er selbst nur eine Woche zuvor im Spiel gegen den FC Augsburg aufgestellt hatte.